# Trukbrilvogel
De trukbrilvogel (Rukia ruki) is een zangvogel uit de familie Zosteropidae (brilvogels). Het is een bedreigde, endemische vogelsoort op de Carolinen, een Oceanische eilandengroep, onderdeel van de regio Micronesië.

## Naamgeving
De vogel werd in 1897 geldig beschreven door Ernst Hartert als Tephras ruki.  De soortaanduiding ruki slaat op het eiland Chuuk (ook wel Truk of Ruk genaamd). De Japanse ornitholoog Tokutaro Momiyama (1895–1962) plaatste in 1922 de soort in een apart geslacht Rukia, dat naar hetzelfde eiland verwijst.

## Kenmerken
De vogel is 14 tot 14,5 cm lang. De vogel is bijna egaal olijfbruin gekleurd, rond het oog bijna zwart met onder het oog een wit vlekje (feitelijk een witte oogring waarvan alleen het onderste deel zichtbaar is). Het oog is roodbruin, de poten ook roodbruin en de snavel is zwart.

## Verspreiding en leefgebied
Deze soort komt voor op vier kleine eilandjes van de eilandengroepen van de deelstaat Chuuk (Tol, Wonei, Pata en Polle) met een totale oppervlakte van 4 km². Het leefgebied bestaat uit natuurlijk bos en verouderd secundair bos. De vogel foerageert op insecten in het gebladerte.

## Status
De trukbrilvogel heeft een beperkt verspreidingsgebied en daardoor is de kans op uitsterven groot. De grootte van de populatie werd in 1984 door BirdLife International geschat op 350 volwassen individuen en de populatie-aantallen nemen af door habitatverlies. Het leefgebied wordt aangetast door ontbossing, hoewel natuurlijk bos in hoger gelegen, moeilijk bereikbare plaatsen gespaard blijft. Andere bedreigingen zijn de aanwezigheid van de geïntroduceerde bruine nachtboomslang en klimaatverandering, waardoor de zeespiegel stijgt. Om deze redenen staat deze soort als bedreigd op de Rode Lijst van de IUCN.